# Just Dance 2023 Edition
Just Dance 2023 Edition è il quattordicesimo capitolo della serie principale Just Dance sviluppato da Ubisoft. È stato annunciato il 10 settembre 2022 alla presentazione online Ubisoft Forward 2022 a Parigi.
Il titolo è disponibile a partire dal 22 novembre 2022 per PlayStation 5, Xbox Series X/S, Nintendo Switch. Il gioco era inizialmente previsto anche per Google Stadia, ma è stata successivamente annunciata la chiusura della piattaforma a partire dal 18 gennaio 2023.
Il 12 giugno 2023 la Ubisoft ha annunciato un'estensione dal titolo Just Dance 2024 Edition in uscita il 24 ottobre 2023.

## Tracce
Nel gioco sono presenti 40 canzoni.
| Titolo                                     | Artisti                                                             | Difficoltà | Anno | Modalità  | Ballerino/i |
| ------------------------------------------ | ------------------------------------------------------------------- | ---------- | ---- | --------- | ----------- |
| Anything I Do                              | CLiQ ft. Ms Banks & Alika                                           | Estremo    | 2018 | Trio      | ♀️/♂️/♀️    |
| As It Was                                  | Harry Styles                                                        | Medio      | 2022 | Solo      | ♂️          |
| Boy with Luv                               | BTS ft. Halsey                                                      | Difficile  | 2019 | Trio      | ♂️/♂️/♂️    |
| Bring Me to Life                           | Evanescence                                                         | Difficile  | 2003 | Duetto    | ♀️/♂️       |
| Can't Stop the Feeling!                    | Justin Timberlake                                                   | Facile     | 2016 | Duetto    | ♀️/♂️       |
| Danger! High Voltage                       | Electric Six                                                        | Medio      | 2002 | Duetto    | ♂️/♂️       |
| Disco Inferno                              | The Trammps                                                         | Facile     | 1976 | Solo      | ♂️          |
| Drivers License                            | Olivia Rodrigo                                                      | Facile     | 2021 | Solo      | ♀️          |
| Dynamite                                   | BTS                                                                 | Medio      | 2020 | Solo      | ♂️          |
| Good Ones                                  | Charli XCX                                                          | Facile     | 2021 | Solo      | ♀️          |
| Heat Waves                                 | Glass Animals                                                       | Medio      | 2020 | Solo      | ♂️          |
| I Knew You Were Trouble (Taylor's Version) | Taylor Swift                                                        | Medio      | 2012 | Solo      | ♀️          |
| If You Wanna Party                         | The Just Dancers                                                    | Medio      | 2022 | Solo      | ♀️          |
| Locked Out of Heaven                       | Bruno Mars                                                          | Medio      | 2012 | Solo      | ♂️          |
| Love Me Land                               | Zara Larsson                                                        | Difficile  | 2020 | Solo      | ♀️          |
| Majesty                                    | Apashe ft. Wasiu                                                    | Difficile  | 2018 | Duetto    | Vario       |
| Magic                                      | Kylie Minogue                                                       | Facile     | 2020 | Solo      | ♀️          |
| Million Dollar Baby                        | Ava Max                                                             | Facile     | 2022 | Solo      | ♀️          |
| More                                       | K/DA ft. Madison Beer, (G)I-dle, Lexie Liu, Jaira Burns & Seraphine | Estremo    | 2020 | Quartetto | ♀️/♀️/♀️/♀️ |
| Numb                                       | Linkin Park                                                         | Difficile  | 2003 | Solo      | ♀️          |
| Physical                                   | Dua Lipa                                                            | Facile     | 2020 | Solo      | ♀️          |
| Playground                                 | Bea Miller                                                          | Facile     | 2021 | Solo      | ♀️          |
| Psycho                                     | Red Velvet                                                          | Facile     | 2019 | Solo      | ♀️          |
| Radioactive                                | Imagine Dragons                                                     | Medio      | 2012 | Trio      | ♂️/♂️/♂️    |
| Rather Be                                  | Clean Bandit ft. Jess Glynne                                        | Difficile  | 2014 | Solo      | ♀️          |
| Sissy That Walk                            | RuPaul                                                              | Facile     | 2014 | Solo      | ♀️          |
| Stay                                       | The Kid Laroi & Justin Bieber                                       | Medio      | 2021 | Solo      | ♂️          |
| Sweet but Psycho                           | Ava Max                                                             | Medio      | 2018 | Solo      | ♀️          |
| Telephone                                  | Lady Gaga ft. Beyoncé                                               | Medio      | 2010 | Solo      | ♀️          |
| Therefore I Am                             | Billie Eilish                                                       | Facile     | 2020 | Solo      | ♀️          |
| Top of the World                           | Shawn Mendes                                                        | Facile     | 2022 | Solo      | ♂️          |
| Toxic                                      | Britney Spears                                                      | Medio      | 2004 | Solo      | ♀️          |
| Walking on Sunshine (*)                    | Top Culture (Katrina and the Waves)                                 | Medio      | 1985 | Solo      | Vario       |
| Wannabe                                    | Itzy                                                                | Medio      | 2020 | Solo      | ♀️          |
| Watch Out for This (Bumaye)                | Major Lazer ft. Busy Signal, The Flexican & FS Green                | Medio      | 2013 | Quartetto | ♀️/♂️/♀️/♂️ |
| We Don't Talk About Bruno                  | Disney's Encanto                                                    | Medio      | 2021 | Solo      | ♀️          |
| Witch                                      | Apashe ft. Alina Paš                                                | Medio      | 2021 | Solo      | ♀️          |
| Woman                                      | Doja Cat                                                            | Medio      | 2021 | Quartetto | ♀️/♀️/♀️/♀️ |
| Wouldn't It Be Nice (*)                    | The Sunlight Shakers (The Beach Boys)                               | Facile     | 1966 | Duetto    | ♂️/♂️       |
| Zooby Doo                                  | Tigermonkey                                                         | Facile     | 2015 | Duetto    | ♂️/♀️       |

- Un "(*)" indica che la canzone è una cover.

## Versioni alternative
Sono disponibili le versioni alternative di 12 canzoni. 
| Titolo                  | Artisti                                                             | Difficoltà | Anno | Modalità                                | Ballerino/i |
| ----------------------- | ------------------------------------------------------------------- | ---------- | ---- | --------------------------------------- | ----------- |
| Boy with Luv            | BTS ft. Halsey                                                      | Estremo    | 2019 | Solo (Versione Estrema)                 | ♂️          |
| Can't Stop the Feeling! | Justin Timberlake                                                   | Estremo    | 2016 | Solo (Versione Principe del Danceverse) | ♂️          |
| Danger! High Voltage    | Electric Six                                                        | Medio      | 2002 | Solo (Versione 16-BIT)                  | ♂️          |
| Dynamite                | BTS                                                                 | Estremo    | 2020 | Quartetto (Versione Estrema)            | ♂️/♂️/♂️/♂️ |
| More                    | K/DA ft. Madison Beer, (G)I-dle, Lexie Liu, Jaira Burns & Seraphine | Medio      | 2020 | Solo (Versione Seraphine)               | ♀️          |
| Physical                | Dua Lipa                                                            | Estremo    | 2020 | Solo (Versione Estrema)                 | ♀️          |
| Psycho                  | Red Velvet                                                          | Estremo    | 2019 | Trio (Versione Estrema)                 | ♀️/♀️/♀️    |
| Stay                    | The Kid Laroi & Justin Bieber                                       | Facile     | 2021 | Duetto (Versione Gonfiabili)            | ♂️/♂️       |
| Telephone               | Lady Gaga ft. Beyoncé                                               | Medio      | 2010 | Duetto (Versione in Fuga)               | ♀️/♀️       |
| Toxic                   | Britney Spears                                                      | Estremo    | 2004 | Solo (Versione Estrema)                 | ♀️          |
| Toxic                   | Britney Spears                                                      | Facile     | 2004 | Solo (Versione Just Dance 2)            | ♀️          |
| Wannabe                 | Itzy                                                                | Estremo    | 2020 | Trio (Versione Estrema)                 | ♀️/♀️/♀️    |
| Woman                   | Doja Cat                                                            | Medio      | 2021 | Solo (Versione Madre di Tutto)          | ♀️          |

## Just Dance+
Successore della piattaforma Just Dance Unlimited, permette di accedere ad alcuni brani provenienti dai precedenti capitoli Just Dance assieme ad alcune esclusive che verranno aggiunte nel tempo. Ogni copia del gioco ha un mese di prova gratuita.
| Titolo                    | Artisti                         | Difficoltà | Anno | Modalità  | Ballerino/i | Data di uscita                                              |
| ------------------------- | ------------------------------- | ---------- | ---- | --------- | ----------- | ----------------------------------------------------------- |
| ABC (Nicer)               | Gayle                           | Medio      | 2021 | Solo      | ♀️          | 27 febbraio 2023                                            |
| About Damn Time           | Lizzo                           | Difficile  | 2022 | Duetto    | ♂️/♀️       | 6 aprile 2023                                               |
| Beggin'                   | Måneskin                        | Difficile  | 2017 | Solo      | ♂️          | 15 giugno 2023                                              |
| Bloody Mary               | Lady Gaga                       | Medio      | 2011 | Solo      | ♀️          | 27 luglio 2023                                              |
| Dare to Live              | Trady                           | Difficile  | 2021 | Quartetto | ♂️/♀️/♂️/♀️ | 29 giugno 2023                                              |
| DJ Got Us Fallin' in Love | Usher                           | Medio      | 2010 | Duetto    | ♂️/♀️       | 24 agosto 2023                                              |
| Euphoria                  | Loreen                          | Facile     | 2012 | Solo      | ♀️          | 25 maggio 2023                                              |
| Farfalle                  | Sangiovanni                     | Estremo    | 2022 | Solo      | ♀️          | 22 novembre 2022 (Italia) 6 gennaio 2023 (Mondiale)         |
| Give That Wolf a Banana   | Subwoolfer                      | Medio      | 2022 | Duetto    | ♂️/♂️       | 17 maggio 2023                                              |
| Jamais lâcher             | Michou                          | Medio      | 2022 | Solo      | ♂️          | 22 novembre 2022 (Francia)                                  |
| Miraculous                | Lou & Lenni-Kim                 | Facile     | 2017 | Duetto    | ♀️/♂️       | 10 agosto 2023                                              |
| Provenza                  | Karol G                         | Medio      | 2022 | Duetto    | ♀️/♂️       | 30 marzo 2023                                               |
| Sacrifice                 | The Weeknd                      | Facile     | 2022 | Solo      | ♂️          | 17 agosto 2023                                              |
| SloMo                     | Chanel                          | Estremo    | 2021 | Trio      | ♂️/♀️/♂️    | 9 maggio 2023                                               |
| Stay (Alternativa)        | The Kid Laroi & Justin Bieber   | Estremo    | 2021 | Trio      | ♀️/♀️/♀️    | 22 novembre 2022 (Corea del Sud) 19 gennaio 2023 (Mondiale) |
| Sunroof                   | Nicky Youre & Dazy              | Medio      | 2021 | Solo      | ♂️          | 20 luglio 2023                                              |
| Thank U, Next             | Ariana Grande                   | Medio      | 2018 | Solo      | ♀️          | 9 marzo 2023                                                |
| Trenulețul                | Zdob și Zdub & Advahov Brothers | Medio      | 2022 | Trio      | ♀️/♂️/♂️    | 22 giugno 2023                                              |
| UbuLove                   | Naniwa Dashi                    | Difficile  | 2021 | Trio      | ♂️/♂️/♂️    | 22 novembre 2022 (Giappone) 6 gennaio 2023 (Mondiale)       |
| Vleugels                  | K3                              | Medio      | 2022 | Trio      | ♀️/♀️/♀️    | 22 novembre 2022 (Benelux) 12 gennaio 2023 (Mondiale)       |
| Wet Tennis                | Sofi Tukker                     | Medio      | 2022 | Duetto    | ♂️/♀️       | 16 marzo 2023                                               |
| Woman (Alternativa)       | Doja Cat                        | Difficile  | 2021 | Solo      | ♀️          | 22 novembre 2022 (Canada) 12 gennaio 2023 (Mondiale)        |

## Accoglienza
| Testata                          | Giudizio                              |
| -------------------------------- | ------------------------------------- |
| Metacritic (media al 06-01-2022) | 80/100 (X/S) 76/100 (NS) 70/100 (PS5) |
| Hardcore Gamer                   | 4/5                                   |
| Nintendo Life                    | [ 12 ]                                |

Just Dance 2023 Edition ha ricevuto recensioni generalmente positive. Su Metacritic, che ha valutato il gioco su tutte le piattaforme disponibili, ha ottenuto un punteggio medio di 75 su 100.